# Transilvanija
U povijesti su se za Transilvaniju (rumunjski Transilvania) upotrebljavala još i imena Sedmogradska (njemački Siebenbürgen) i Erdelj (mađarski Erdély). 
Prostor Transilvanije nalazi se u srcu Rumunjske i prostire se na preko 60 000 km kvadratnih. To je etnički najheterogeniji prostor Rumunjske. Osnovu stanovništva čine Rumunji, Mađari i Sasi (Nijemci), no broj nacionalnih manjina je velik. Razlog tomu je prirodna zatvorenost Transilvanije gorskim lancima koji je okružuju (Bihor, Karpati, Transilvanske alpe) pa je prostor često služio kao područje zbjegova stanovništva. Tako su nastala mnoga utvrđena naselja Nijemaca i Mađara (Transilvanijske utvrđene crkve), koja su upisana na UNESCO-ov popis mjesta svjetske baštine u Europi.

## Klima i reljef
Klima u Transilvaniji je opora s jakim vjetrovima, a snijeg se zadržava 3-5 mjeseci. Klima je relativno suha kao i u ostalim dijelovima zemlje, no ovdje se nalaze i neki od najkišovitijih dijelova zemlje. Reljef je raznolik: od zavala i ravnica (npr. transilvanska ravnica) pa do visokih planina. Tu se nalaze i najviši vrhovi Rumunjske te turistički zimski centri (zbog hladne klime), no turizam još nije na onoj razini na kojoj bi trebao biti. Najveći zimski odmarališni centar je Brașov.

## Gospodarstvo
U ovom je području razvijena poljoprivreda, uglavnom stočarstvo (pogotovo u višim dijelovima),  dok su glavne ratarske kulture krumpir, kukuruz i pšenica. U komunizmu je razvijana i industrija, no kao i u ostalim područjima zahvaćenim privatizacijom ona je pretrpjela velike gubitke. Ovdje se nalazi i tvornica traktora u Brașovu. Pronađene su i zalihe nafte i zemnog plina. U nekim područjima sječe se i drvo, no intenzivno stočarstvo (ovdje je inače vrlo visoka mliječnost krava) i ratarstvo utjecali su na smanjenje šumskog prostora još u davnini. Turizam sve više dobiva na važnosti što zbog privlačnih i slikovitih planina, što zbog poznatog Grofa Drakule. Naime u gradu Sighișoari rodio se Vlad III. Drakula, poznati sadistički mučitelj tisuća ljudi u 15. st. Budući da je infrastruktura poprilično nerazvijena, mogućnosti za masovni razvoj turizma nema.

## Stanovništvo
Ovaj je predio dugo bio pod stranim utjecajima pa rumunjsko stanovništvo uglavnom živi u selima, dok Mađari i Sasi žive u gradovima. Nakon demokratskih promjena došlo je do sukoba između Rumunja i Mađara koji teže što većoj samostalnosti. Tenzije su smirene tek krajem devedesetih pa se ovaj prekrasan i slikovit kraj mogao početi razvijati s mirnim suživotom populacije koja ga nastanjuje.
Najveći gradovi su Cluj-Napoca (centar Mađara) i Brașov (centar Sasa). Ostali značajni gradovi su: Turda, Sibiu (Sasi), Medias, Alba Iulia (jedno vrijeme glavni grad Transilvanije), Sighișoara, Târgu Mureș, Deva, Reghin i Hunedoara.

## Vanjske poveznice
- Edouard Sayous: Histoire générale des Hongrois, str.25
- Mađari u Transilvaniji  Arhivirana inačica izvorne stranice od 5. svibnja 2007. (Wayback Machine)
- Crkve pričaju povijest - Cluj-Napoca  Arhivirana inačica izvorne stranice od 20. srpnja 2007. (Wayback Machine)